# Báron Jónás
Báron Jónás (Gyöngyös, 1845. november 23. – Budapest, 1911. augusztus 16.) orvos, egyetemi tanár.

## Élete

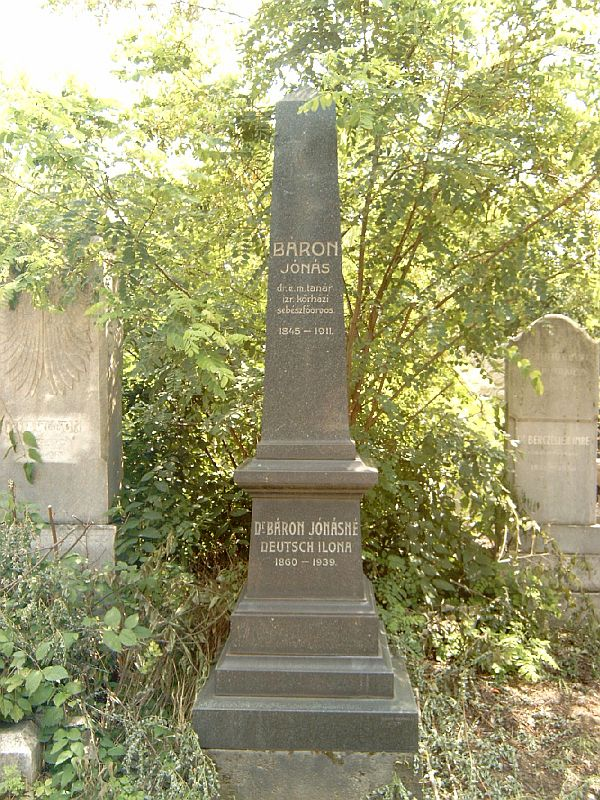
Sírja Budapesten. Kozma utcai izraelita temető: 5-1-17.

Báron Ármin hitközségi jegyző és Büchler Babetta gyermekeként született szegény sorban élő zsidó családban. A Pesti Királyi Katolikus Főgimnáziumban kitüntetéssel érettségizett (1864). Tanulmányait a Magyar Királyi Tudományegyetem Orvostudományi Karán folytatta, ahol 1869-ben avatták orvosdoktorrá. Sebészi, szülészi és szemészmesteri képesítést szerzett. Első munkahelye a Szent Rókus Kórház sebészeti és nőgyógyászati osztálya volt, ahol gyakornokként működött. 1871 és 1873 között a Pesti Izraelita Kórház alorvosa, 1873–1874-ben a Budapesti Tudományegyetem Sebészeti Kórházának műtőnövendéke volt. Az osztály igazgatója, Kovács József felismerte tehetségét és egyengette útját. 1874 júliusában kinevezték a Budapesti Izraelita Kórház fősebészévé. 1879-ben a sérvek kór- és gyógytana című tárgykörből egyetemi magántanári képesítést szerzett.
Szakértekezései a Gyógyászat, az Orvosi Hetilap, a Pester Medizinisch-Chirurgische Presse, a Wiener Medizinische Presse és a Wiener Medizinische Wochenschrift folyóiratokban jelentek meg. Rendes tagja volt a Budapesti Királyi Orvosegyesületnek és a Királyi Magyar Természettudományi Társulatnak. Többször elnökölt a Magyar Orvosok és Természetvizsgálók ülésein. A sebész szakosztály alelnöke, majd a Magyar Sebésztársaság alapító tagja volt. 1911. augusztus 16-án szívbénulás következtében vesztette életét.
A Kozma utcai izraelita temetőben nyugszik.

## Családja
Felesége Deutsch Karolina, Ilka (1860–1939) volt, Deutsch Sámuel nagykereskedő és Waitzner Mária lánya, akivel 1881. március 20-án Budapesten kötött házasságot.
Gyermekeik:
- Báron Hugó (1883–1908)
- Báron Imre (1884–1884)
- Báron Sándor (1886–1961) orvos. Felesége Goldberg Mária Anna (1895–?)[7]
- Báron Gyula (1891–?) orvos. Felesége Sommer Mária Gizella (1896–?).
- Báron Mária (1894–1975). Férje Székely (Stern) József (1885–1955) orvos.
- Báron Leó (1898–1945). műszaki tisztviselő. Felesége Herold Gertrúd.
- Báron Piroska (1905–?). Férje Lénárd Lőrinc (1897–?) gazdálkodó.

## Művei
- A sebészi kór és gyógytan alapvonalai Heitzmann K. tudor munkája nyomán. (Pest, 1871)
- A gyökeres sérvműtétekről. (1891)